# Département de Katiola
Le département de Katiola est un département de Côte d'Ivoire.